# Campionatele europene de gimnastică feminină din 2010
Campionatele europene de gimnastică feminină din 2010, cea de-a douăzeci și opta ediție a competiției gimnasticii artistice feminine a "bătrânului continent", au avut loc în orașul Birmingham din Regatul Unit.